# Uaxactún
Uaxactún (significa «ocho piedras») es un yacimiento arqueológico precolombino de la cultura maya, ubicado aproximadamente a 25 km al norte de Tikal, en el municipio de Flores, en el departamento de Petén, Guatemala. Su nombre en la antigüedad era Siaan Ka'an (significa «nacida del cielo»). El nombre moderno de Uaxactún fue otorgado por el arqueólogo Sylvanus Morley , en mayo de 1916. Esta ciudad fue habitada desde el período Preclásico  alrededor del 900 a. C. ,  todo el Clásico, hasta su abandono durante el Colapso Clásico Maya alrededor del 900 d. C., Uaxactún es el primer sitio arqueológico en donde se observó la existencia del arco falso maya, así también es considerado como el primer sitio arqueológico en el que los mayas hicieron la observación del equinoccio de primavera, teniendo así el observatorio astronómico más antiguo de Mesoamérica. En la actualidad, en este sitio se realiza un festival de tres días para observar el evento astronómico.

## Descripción del sitio
Está compuesto de ocho grupos o conjuntos arquitectónicos (A-H) separados actualmente por una pista de aterrizaje en desuso, quedando los grupos A, B y C hacia el oeste, mientras los grupos D, E, y F se localizan al este de la misma. El Grupo G, es un grupo al oeste del sitio y hasta ahora ha quedado fuera de los mapas disponibles. 
Uno de los monumentos más notables de Uaxactún es el llamado «Templo de los Mascarones», construido con formas arcaicas de proporciones muy equilibradas. Tiene escaleras en los cuatro lados y en su plataforma superior o sobreestructura se observan los agujeros para sostener posiblemente un templete en forma de rancho coronado por un techo de madera y paja. El nombre de Mascarones obedece a que dicho templo tiene dieciséis grandes figuras que representan una mezcla humana y de tigre, repartidas en número de cuatro por cada lado. 
El Grupo A y el Grupo H, ambos construidos de acuerdo al patrón triádico, son considerados como los centro de poder durante el período Clásico Temprano y el período Preclásico, respectivamente.  De hecho, el grupo A-V es considerado como el primer arreglo tripartito de este tipo en ser identificado, gracias al trabajo de reconstrucción hipotética de sus estadios constructivos realizado por Tatiana Proskouriakoff en 1946.

## Historia contemporánea
Al igual que muchas otras ciudades del Clásico, Uaxactún fue abandonada en el inicio del siglo X, siendo cubierta por la jungla, hasta su descubrimiento el 5 de mayo de 1916 durante la Segunda Expedición Carnegie, por Sylvanus Morley, cerca del paraje de los chicleros situado al lado de la aguada llamada San Leonardo. El mismo día, Morley localizó cerca del centro de la Plaza Principal del Grupo A una estela esculpida, que contenía el numeral 8 en conmemoración de ese baktún, el primer monumento conocido en tener este numeral, por lo que fue bautizada como Uaxactún o "Piedra Ocho".
Desde entonces, el sitio ha sido explorado en varias ocasiones, en un principio mediante las visitas, reconocimientos y excavaciones efectuados por la CIW durante los años 1920 y 1930. Posteriormente, el sitio fue incluido como parte de los reconocimientos realizados por el Proyecto Tikal de la Universidad de Pensilvania durante los años 1970, para luego dar paso a las excavaciones llevadas a cabo entre 1983 y 1985, bajo la dirección del Dr. Juan Antonio Valdés del Proyecto Nacional Tikal,  Por último, entre 1988 y 1989 se llevó a cabo un proyecto de rescate en el Grupo D. En 2009 inició el Proyecto Arqueológico Uaxactún, propuesto por el Instituto Eslovaco de Arqueología e Historia (SAHI).
Los arqueólogos llaman a los conjuntos astronómicos de las ciudades mayas Grupo E, debido a que el primer conjunto de este tipo, descubierto, fue precisamente el Grupo E de Uaxactún.
La pintura mural también está presente en Uaxactún, como lo demuestran estudios en los años 50 acerca de una construcción habitacional llamada la estructura B XIII, ahora desaparecida, donde al parecer tiene una iconografía de carácter histórico, refiriendo un hecho de sometimiento. Por la policromía, la línea inflexiones suaves u el uso de la figura humana de proporciones naturalistas, esta pintura, es también en la forma muy afín a las del estilo policromo naturalista del Preclásico de Tikal.
Uaxactún es el primer sitio arqueológico en donde se observó la existencia del arco falso maya.

## Historia antigua

### Historia constructiva
El sitio arqueológico Uaxactún tiene una larga ocupación cuyos orígenes se remontan al periodo Preclásico. Las primeras evidencias de actividad humana (tiestos escasos), están fechadas para tiempos Pre-Mamom, aunque la actividad constructiva con certeza corresponde a plataformas circulares y rectangulares de la Fase Mamom (500 a. C. – 350 a. C.) encontradas en el Grupo E. Hacia la Fase Chicanel (350 a. C. – 250 d. C.), el sitio tuvo un incremento constructivo notable, construyéndose en el Grupo E lo que se ha llamado Grupo Tipo E, en honor a este mismo complejo descubierto en Uaxactún. Al sur del este grupo, se construyó un conjunto triádico de estructuras que conformaron la primera acrópolis de Uaxactún. Ésta fue inicialmente construida en un área más baja que la plaza del Grupo E y por lo tanto se le conoce como la Plaza Hundida. Alrededor de los años 150–100 a. C., un nuevo complejo triádico fue construido hacia el este en el actual Grupo H Sur. Pero la actividad constructiva y ocupacional cesaría en dicho grupo y hacia el año 250 d. C. éste sería sepultado y abandonado. Durante los siguientes cincuenta años, el Grupo E retomaría la preponderancia del poder político de Uaxactún.
Entre los años 250 a 300 d. C. (fase Tzakol 1), un nuevo grupo triádico se elevaría cubriendo la antigua Plaza Hundida en el Grupo E y traería una nueva sede del poder político a un lugar sacralizado por sus antiguos ocupantes. Durante 300–378 d. C. (fase Tzakol 2), una nueva acrópolis triádica sería construida en una zona de elevación mayor: la meseta artificial donde se ubican los grupos A y B. Aunque existe evidencia de ocupación de la Fase Tzakol 1 en el Grupo A, esta nueva construcción (Estructura A-V) marcaría el inicio de un notable desarrollo en el área en el cual el Grupo B iniciaría a su vez un intenso periodo de ocupación y desarrollo. El Grupo E aún mostraría evidencia de actividad y en él se erigirían dos estelas más alrededor del año 358 d. C. Es interesante notar, que este cambio de ubicación a una zona más elevada, puede corresponder a un estado belicoso notado en otras áreas de Petén durante el siglo IV.
La Fase Tzakol 3 (378–550 d. C.) inició con un evento dramático que influyó en los años posteriores a varios sitios: La Entrada. Este suceso, estudiado extensivamente por varios autores, tuvo incidencia directa en la historia de Uaxactún. Luego de un cambio brusco en la dinastía de Tikal, el líder de esta nueva fuerza avanzó hacia Uaxactún posiblemente conquistándolo y estableciendo en él su residencia. A partir de entonces, el edificio A-V iniciaría una serie de adiciones que lo llevaría a convertirse, posteriormente, en una acrópolis palaciega. El Grupo E aún muestra modificaciones y adiciones arquitectónicas, aunque durante el Clásico Tardío caería en un abandono de sus funciones originales.
El Clásico Tardío sería un periodo de constante ocupación en Uaxactún. Aunque aún poco conocida, la primera parte del mismo de 550 a 700 d. C. (Tepeu 1) muestra continuidad en la construcción. Durante Tepeu 2 (700–850 d. C.) se daría forma a la Plaza Principal del Grupo A, se construiría una nueva calzada hacia el sur del mismo, se construiría la Plaza Oeste, y se erigirían nuevas estelas. El Grupo B continúa con una activa construcción en sus edificios. El grupo D tiene un ascenso ocupacional, mientras el Grupo E estaría en abandono casi total, salvo por algunas reocupaciones esporádicas. En el área periférica, los alrededores muestran su mayor ocupación durante el Clásico Tardío aunque un notable descenso ocurre hacia el Clásico Terminal, cuando la actividad constructiva del sitio y sus alrededores disminuye. Sin embargo, la vida política del sitio continuaría hasta por lo menos finales del siglo IX. Dos estelas fueron erigidas en esa época: la estela 13 (830 d. C.) y la estela 12 (889 d. C.). La primera haría referencia a un evento bélico, y más aún, Valdés y Fahsen (2004) han argumentado que para entonces Uaxactún ejercía dominio sobre el cercano centro de Jimbal. La segunda estela, y última erigida en el sitio, haría referencia a un acto realizado en compañía de uno de los últimos gobernantes de Tikal. Poco tiempo después, el sitio caería en el total abandono y no volvería a ser ocupado en casi los siguientes mil años.

### Importancia de Uaxactún durante el periodo Preclásico
Uaxactún cada vez parece más como una ciudad con mucho respeto político que podría ser basado también en su antigüedad. Con excepción de la región de la Cuenca Mirador donde se tienen estructuras más grandes, el complejo El Tiburón destaca entre las mayores con su altura de 32 m y volumen cúbico de 355 796 m3, tiene una importancia extraordinaria para la región del Centro de Petén. Aunque varios investigadores anunciaron la idea que Uaxactún jugó en el Preclásico un papel más importante como Tikal y predominó en todo el Centro de Petén, solamente ahora se tiene una evidencia suficiente clara (2015). La combinación de evidencias de falta de respeto a la dinastía previa durante el Preclásico Tardío, la construcción de una nueva sede de poder aparte del lugar de los ancestros y tomando como un patrón el edificio principal de Tikal, indica que durante aquellos tiempos, que se pueden fechar con cierta seguridad entre los años 100 a. C. y 50 a. C., pasó algo dramático entre Uaxactún como una superpotencia antigua y Tikal como una superpotencia creciente. En el conflicto (que pudo ser parte de un conflicto mucho más amplio en Petén) Uaxactún perdió y se quedó bajo la dependencia política de Tikal hasta finales de su historia. Pero también es cierto que los reyes tikaleños quienes ganaron en Uaxactún perdieron su linaje dinástico en algún momento antes del año 90 d. C. Porque el linaje presentado en la historia clásica de Tikal proviene de los tiempos más tardíos que las evidencias sobre la subordinación posible de Uaxactún.

### Historia dinástica

#### Clásico temprano
Gracias a la epigrafía encontrada en Uaxactún es posible reconstruir parte de la historia dinástica del sitio. La revisión y análisis de los monumentos epigráficos por el proyecto SIHA-Uaxactún ha actualizado las interpretaciones de la dinastía del Clásico Temprano. La estela 3 hace mención al fundador de la dinastía de Uaxactún, referido como Wak Kab' Ajaw' o "Señor de la Sexta Tierra", y se remonta a alrededor del 300 a.C., que corresponde al inicio del Preclásico Tardío y al establecimeinto del Grupo H Sur. El nombre dle fundador Wak Kab' Ajaw hasta ahora no se conoce en otras inscripciones. La estela 4 hace mención de que en el año 396 d.C. el gobernante de Uaxactún denominado Cargador del Sol por los epigrafistas (aún no se tiene una lectura satisfactoria) era rey vasallo de kalomte' Sihyaj K'ahk'; el mismo estatus tenían otros señores de otras ciudades de Petén. La Estela 5 describe la entrada de Sihyaj K'ahk' a Mutul (Tikal), asimismo la inauguración de Cargador del Sol en agosto de 391 d.C. El lado frontal de la estela 5 tiene esculpida la imagen de un guerrero teotihuacano que como una representación de la entrada del ejército extranjero al área Maya, antes se pensaba que se trataba de Sihyaj K'ahk'. Sin embargo, el nombre en su tocado es el glifo de la guacamaya. El mismo nombre K'ihnich Mo' está mencionado en en la inscripción del texto central de de los murales del Edificio B-XIII junto a Cargador del Sol. Es probable que K'ihnich Mo' fuera el capitán militar teotihuacano quien estaba representando a kalomte' Sihyaj K'ahk' en la ciudad de Uaxactún.
El próximo rey mencionado en las inscripciones es Baahte K'ihnich (traducido como "La Primera Lanza del Dios K'ihnich"), según Fahsen y Valdés era el ocupante del entierro A-31; la única información se sabe de este gobernante es que en el 455 d. C. supervisó la ceremonia del medio katún. La ausencia de glifos de parentesco no permite identificar la relación que tenía con Cargador del Sol, tampoco si era el heredero inmediato o hubo otro gobernante entre ambos. Preliminarmente, Safronov y Beliaev (2016), concluyen que el gobernante llamado Cabeza de Pájaro gobernó durante la segunda mitad del siglo V d. C., cuyo entierro corresponde al A-22; y es sucedido por su hijo Witznal, cuyo entierro corresponde al A-20 que gobernaba en 507 d. C. El gobernante del entierro A-23 gobernó alrededor del 554 d. C.

#### Clásico tardío
En este periodo continuaron los gobernantes que erigieron monumentos inscritos. La secuencia continúa con Chaan K'an Ko (alrededor del 702 y 711 d. C.), Oxlahun Koxba (gobernaba en 751 d. C.), Chik'in Chakte (goebrnaba en 759 d. C.), un gobernante desconocido (gobernaba en 771 y en 790 d. C.), K'an Ko (gobernaba en 810 d. C.), Olom Chik'in Chakte (gobernaba en 830 d. C.), y el último gobernante fue K'al Chik'in Chakte (gobernaba en 889 d. C.).

## Galería de imágenes
Imágenes de Uaxactún

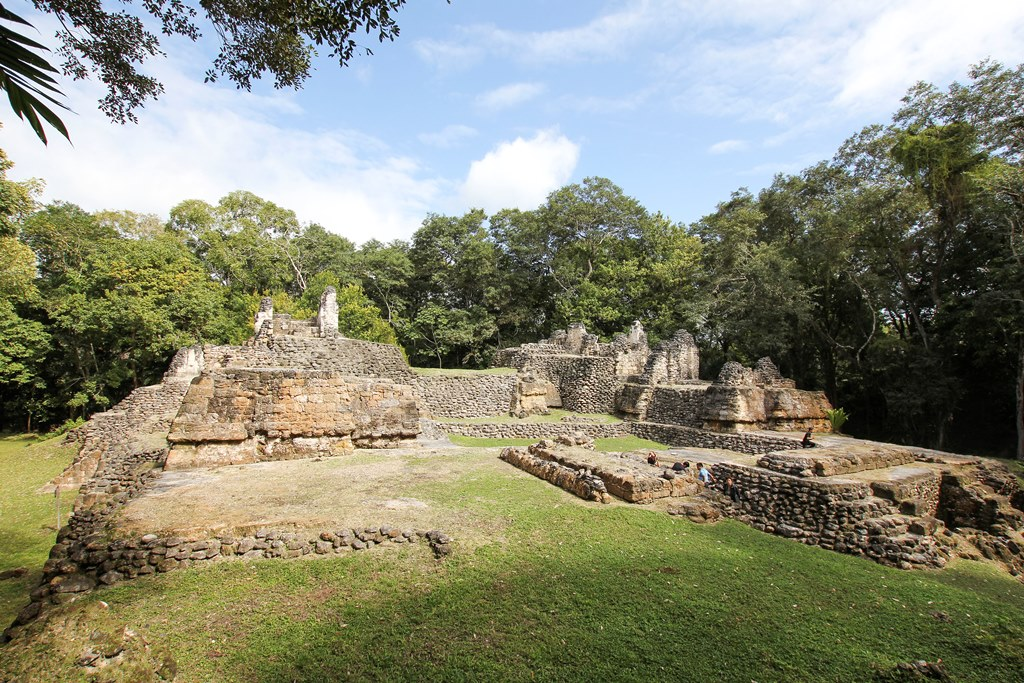
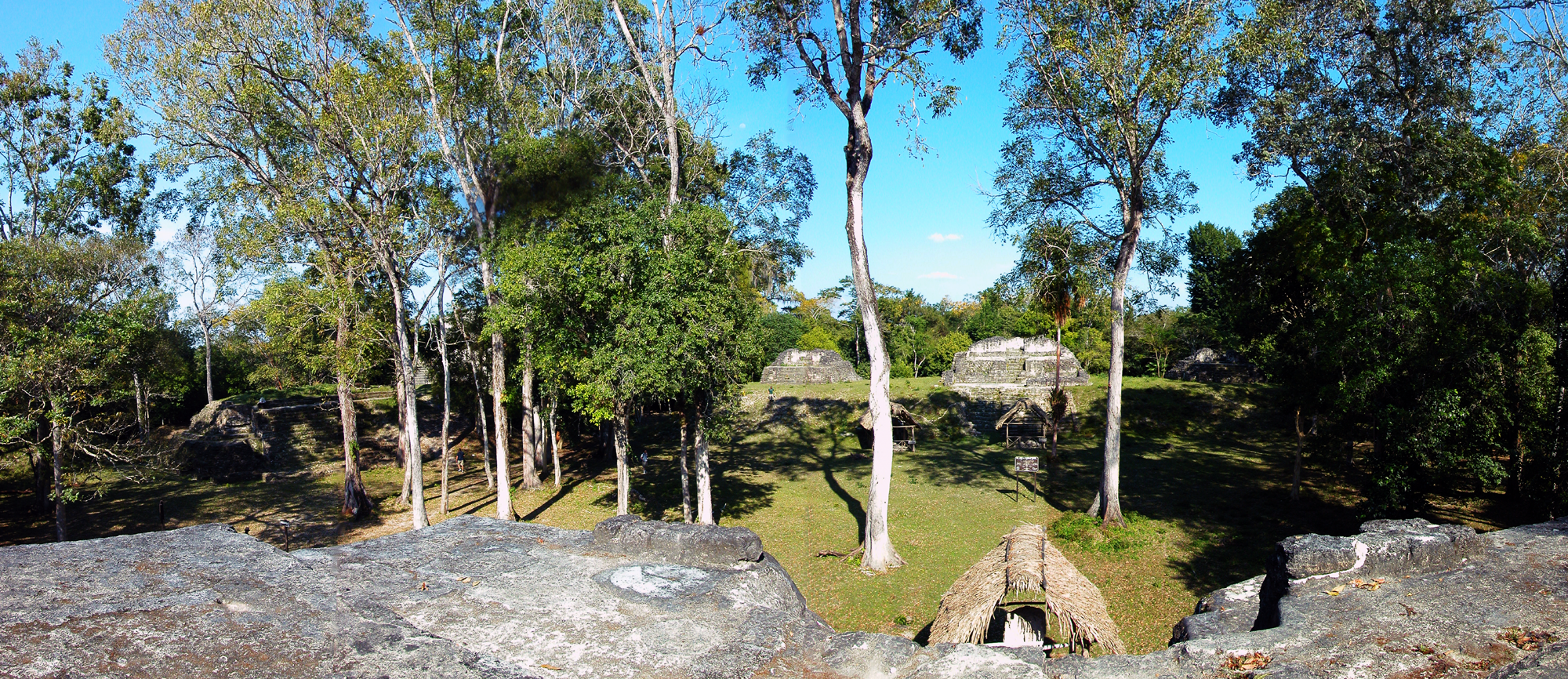
Grupo E
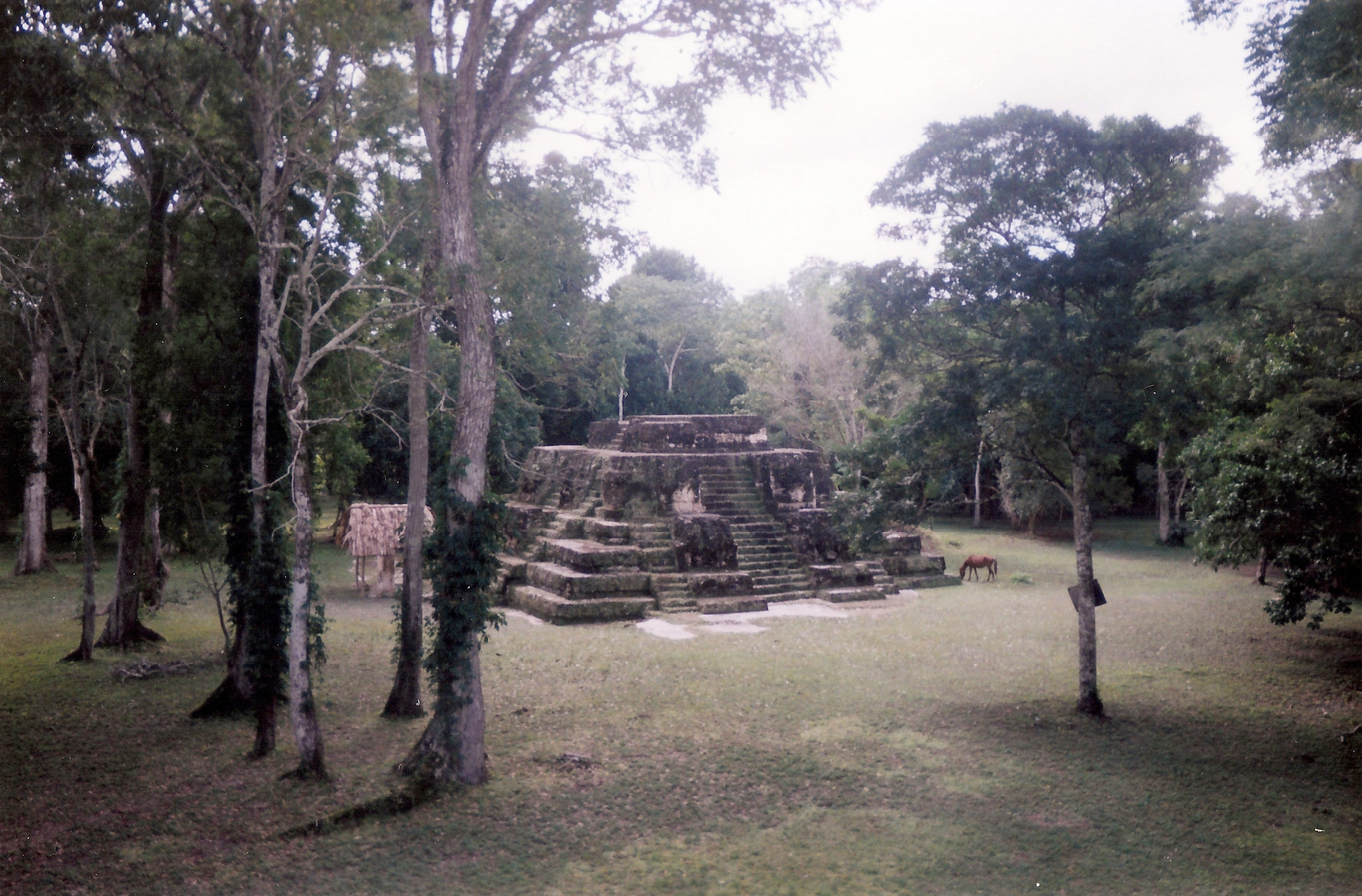
Estructura EVII